# Parti populaire socialiste (Danemark)
Pour les articles homonymes, voir Parti populaire socialiste.
Le Parti populaire socialiste (en danois : Socialistisk Folkeparti, abrégé SF) est un parti politique danois de gauche ou de centre gauche.

## Histoire du Socialistisk Folkeparti (SF)

### 1959 - 1969
Le SF a été fondé le 15 février 1959 par Aksel Larsen, un ancien dirigeant du Parti communiste du Danemark (DKP) et agent de la CIA. Larsen avait au préalable été exclu du DKP pour ses critiques sur l'intervention soviétique lors de la révolution hongroise de 1956. Larsen et le nouveau SF cherchaient alors à former une troisième voie entre la social-démocratie orientée vers les États-Unis et le communisme inspiré par l'Union soviétique, avec pour objectif de parvenir à conjuguer la démocratie avec le socialisme. Il est progressivement rejoint par un grand nombre de militants du DKP.
Lors des élections législatives de 1960, le parti fait son entrée au Folketing, chambre unique du Parlement danois, avec onze sièges, au détriment du DKP qui perd ses six élus. Le SF sera systématiquement représenté au parlement lors des scrutins suivants. Au cours des années 1960, le parti s'implique dans le mouvement pacifiste et milite contre le recours à l'armement et à l'énergie nucléaires. Il adopte ainsi une stratégie politique originale en combinant travail parlementaire et participation aux mouvements de terrain.
Les élections législatives de 1966 sont marquées par une percée du Parti socialiste populaire, qui passe de dix à vingt élus. Lui et le Parti social-démocrate sont alors majoritaires. Un gouvernement social-démocrate minoritaire est formé, avec le soutien des élus du SF. Cette alliance aura duré un an seulement, entraînant de graves conflits au sein du parti : en 1967, une partie de ses membres fait scission pour créer la Gauche socialiste (VS). À l'issue des législatives de 1968, le SF perd neuf sièges et la VS en gagne quatre. En 1969, Larsen cède sa place à Sigurd Ømann.

### 1969 - 1991
Les élections législatives de 1971 permettront au Parti socialiste populaire de retrouver son hégémonie à la gauche des sociaux-démocrates, la VS n'obtenant aucun élu, tandis que le SF en gagne six. En 1972, le parti dirige la campagne du "non" au référendum sur l'entrée du Danemark dans la Communauté économique européenne. Le scrutin se soldera par une large victoire du « oui » (63 %). Son opposition à la CEE lui permettra néanmoins de gagner de nombreux soutiens et adhérents. Les législatives de 1973 marquent toutefois le début d'un déclin du SF, qui perd six sièges et n'a plus que onze députés. En 1974, Ømann cède son poste de président du parti en faveur de Gert Petersen. Lors des élections de 1965, le parti perd deux nouveaux sièges et subit à nouveau la concurrence de la VS qui fait son retour au Folketing. En 1977, le Parti socialiste populaire atteint son plus bas niveau avec seulement sept élus. Au cours des années 1970, le SF a commencé à converger dans le sens d'une modification de son programme et de son discours. Il abandonne ainsi le modèle du parti ouvrier essentiellement masculin pour devenir un parti de gauche plus ouvert, orienté vers de nouveaux électeurs et de nouveaux mouvements sociaux. La défense de l'environnement et la promotion de l'égalité des sexes deviennent alors deux de ses principales revendications.
En 1979, le SF remonte la pente électorale en gagnant quatre sièges, profitant d'un nouvel effondrement du DKP. Lors des élections de 1981 le parti effectue une percée, passant de onze à vingt-et-un élus, percée confirmée lors du scrutin suivant, en 1984. Dans le cadre du référendum de 1986 sur l'Acte unique européen, le SF fait campagne avec les sociaux-démocrates et le Parti social-libéral contre la Communauté européenne. Les électeurs danois leur donneront une nouvelle fois tort à une faible majorité. En 1987, le Parti socialiste populaire obtient le meilleur résultat électoral de son histoire avec vingt-sept sièges. Ce sera un succès sans lendemain : en 1988, le SF perd quatre sièges et, en 1990, neuf autres. En 1991, Holger K. Nielsen succède à Petersen. Entre 1982 et 1993, un gouvernement de centre-droit dirigé par Poul Schlüter est formé par les conservateurs, les libéraux et leurs alliés, alors même que les sociaux-démocrates, le SF et les sociaux-libéraux étaient majoritaires au Folketing. Cette situation, combinée à ses liens avec la lutte en faveur de la paix et de l'environnement conduisent le SF à porter son propre programme, basé sur des politiques environnementales et de sécurité originales.

### 1991-2011: vers un abandon de l’euroscepticisme
Dans le cadre du référendum de 1992 sur la ratification du traité de Maastricht, le Parti socialiste populaire fait à nouveau campagne pour le "non", un positionnement qui sera cette fois suivi par l'électorat danois qui rejette la ratification. En 1993, le SF parvient cependant à un compromis historique avec les autres formations parlementaires. Il a accepte ainsi les concessions faites aux Danois par l'accord d'Édimbourg et au SF par le Compromis national. Par conséquent, il appelle à approuver le traité lors du deuxième référendum. Juste avant le référendum, en 1991, un congrès avait permis au parti d'adopter un nouveau programme d'action et de principes, qui s'écarte de l'ancienne ligne eurosceptique. Alors qu'une tendance pro-européenne émergeait au sein la SF, ses membres sont devenus de plus en plus divisés sur la question.
Lors des élections législatives de 1994, le SF perd deux sièges, au profit de l'"alliance rouge-verte" formée par le DKP et le VS, qui fait son entrée au Parlement avec six élus. La même année, l'unique député européen du parti a décidé de siéger au sein du groupe du Parti vert européen plutôt qu'au sein de celui de la Gauche unitaire européenne/Gauche verte nordique, sans consulter la direction du parti, permettant l'émergence de forts conflits internes. Lors des élections de 1998 le parti maintient ses positions. Au cours du référendum de 1998 sur le traité d'Amsterdam, il conduit le camp du non, encore une fois sans succès. Entre 1993 et 2001, le Parti socialiste populaire apporte son soutien au gouvernement social-démocrate/social-libéral dirigé par Poul Nyrup Rasmussen.
Lors du référendum de 2000 sur l'adoption de l'euro, le SF prend à nouveau position par le "non", les électeurs lui donnant raison. Un nouveau président a été élu par les membres de SF le 28 avril 2005. Ils avaient le choix entre trois candidats : Villy Søvndal, Pia Olsen et Meta Fuglsang. Villy Søvndal l'emporta avec 60 % des voix, sur une ligne promettant d'ancrer le parti plus à gauche. En 2005, un référendum interne conduit le parti à prendre position pour le oui au Traité constitutionnel européen en cas de référendum sur la question, à une très large majorité de 66 % des suffrages militants, rompant de manière spectaculaire avec son passé fortement eurosceptique.
Lors des élections législatives danoises de 2007, le Parti socialiste populaire devient la quatrième force politique du pays avec 13 % des suffrages exprimés et vingt-trois élus, son meilleur score depuis 1989. Cette percée n'est pas sans lien avec le déclin du Parti social-démocrate, laissant augurer une recomposition des forces au sein de la gauche danoise. La montée du SF s'amplifie encore avec les élections européennes de juin 2009, avec 15,9 % des voix et deux élus sur treize il devient la troisième force politique du pays.

### Depuis 2011: un parti de gouvernement
Lors des élections législatives danoises de 2011, le SF remporte 326 118 voix, soit 9,20 % (− 3,80 points) et 16 députés (moins 7), très concurrencé par la Liste de l'unité. Il participe alors pour la première fois au gouvernement, en rejoignant le gouvernement Helle Thorning-Schmidt I, dirigée par la sociale-démocrate Helle Thorning-Schmidt au côté du parti de cette dernière et du Parti social-libéral.
En février 2014, le SF a néanmoins quitté le gouvernement, à la suite de la vente des actions de la société publique d'énergie DONG Energy à la banque d'investissement Goldman Sachs. Cela a déclenché une grave crise au sein du parti, deux anciens ministres quittant le parti pour rejoindre les sociaux-démocrates, pour l'un, et la Gauche radicale pour l'autre. Le parti a néanmoins apporté son soutien au gouvernement Helle Thorning-Schmidt II.

## Fondements idéologiques
La base idéologique du SF est le socialisme populaire (folkesocialisme) inspiré par le socialisme démocratique et l'écologisme. Ses politiques doivent selon lui aboutir à l'avènement d'un Danemark démocrate-socialiste. Le parti est un fervent défenseur des droits de l'homme, les droits des minorités et de la démocratie.
Une question importante, source de tensions au sein du SF, est celle de l'Union européenne. Historiquement, le parti a été très eurosceptique. Toutefois, au cours des années 1990, lorsque l'UE a commencé à soutenir les pays post-communistes (avec qui le SF s'est estimé historiquement lié) et a commencé à mettre en œuvre des politiques axées sur le développement régional, la protection de l'environnement et la protection sociale, le SF s'est progressivement converti à la cause européiste. Actuellement[Quand ?], cette question structure encore d'importantes divisions au sein du parti.
Parmi les autres revendications importantes du Parti socialiste populaire, on trouve la mondialisation fondée sur la solidarité, une profonde réforme de l'OMC, la protection de l'environnement et le soutien au féminisme.

### Comparaison internationale
Le Parti socialiste populaire est très proche, dans son organisation et dans ses idées, de l'Alliance de gauche finlandaise, du Parti de gauche suédois, du Mouvement des verts et de gauche islandais et du Parti socialiste de gauche norvégien, tous membres de l'Alliance de la Gauche verte nordique et se réclamant de l'écosocialisme.

## Organisation

### Organisation interne
Tous les membres du SF peuvent participer au congrès du parti, mais seulement les délégués ont le droit de vote. En mai 2007 le parti comptait 10 291 militants. La Jeunesse socialiste du Parti populaire constitue son mouvement de jeunes. Le SF est lié à l’Organisation éducation socialiste populaire, qui organise chaque année un meeting ouvert à tous, à Livo.

### Au Parlement européen
Le SF est membre de l'Alliance de la Gauche verte nordique et a le statut d'observateur au Parti vert européen. Entre 1979 et 1989, ses eurodéputés siégeaient parmi les communistes et apparentés. Entre 1989 et 1994, son unique eurodéputée a été membre du groupe parlementaire de la Gauche unitaire européenne/Gauche verte nordique (GUE-NGL). Entre 1994 et 1999, son nouvel eurodéputé a rejoint le groupe des Verts. Entre 1999 et 2004, l'eurodéputée qui lui succède siège à nouveau au sein du groupe du GUE. Après l'élection de 2004, Margrete Auken, a à nouveau fait le choix controversé de siéger parmi les verts. Lors de son congrès de 2008, le SF a affirmé sa préférence pour le groupe Verts/ALE. Le 2 mars 2014, le parti vote son adhésion en tant que membre de plein droit auprès du Parti vert européen.

## Dirigeants

### Présidents
- Aksel Larsen (1959-1968)
- Sigurd Ømann (1968-1974)
- Gert Petersen (1974-1991)
- Holger K. Nielsen (1991-2005)
- Villy Søvndal (28 avril 2005 - 13 octobre 2012)
- Annette Vilhelmsen (13 octobre 2012 – 13 février 2014)
- Pia Olsen Dyhr (depuis le 13 février 2014)

## Résultats électoraux

### Élections parlementaires
| Année | %    | Mandats  | Rang | Gouvernement                                                                        |
| ----- | ---- | -------- | ---- | ----------------------------------------------------------------------------------- |
| 1960  | 6,1  | 11 / 179 | 4e   | Opposition                                                                          |
| 1964  | 5,8  | 10 / 179 | 4e   | Opposition                                                                          |
| 1966  | 10,9 | 20 / 179 | 4e   | Soutien à Otto Krag I                                                               |
| 1968  | 6,1  | 11 / 179 | 5e   | Opposition                                                                          |
| 1971  | 9,1  | 17 / 179 | 5e   | Opposition                                                                          |
| 1973  | 6,0  | 11 / 179 | 7e   | Opposition                                                                          |
| 1975  | 5,0  | 9 / 179  | 7e   | Opposition                                                                          |
| 1977  | 3,9  | 7 / 179  | 6e   | Opposition                                                                          |
| 1979  | 5,9  | 11 / 179 | 5e   | Opposition                                                                          |
| 1981  | 11,3 | 21 / 179 | 3e   | Opposition                                                                          |
| 1984  | 11,5 | 21 / 179 | 4e   | Opposition                                                                          |
| 1987  | 14,6 | 27 / 179 | 3e   | Opposition                                                                          |
| 1988  | 13,0 | 24 / 179 | 3e   | Opposition                                                                          |
| 1990  | 8,3  | 15 / 179 | 4e   | Opposition (1990-1993), soutien à Nyrup Rasmussen I (1993-1994)                     |
| 1994  | 7,3  | 13 / 179 | 4e   | Soutien à Nyrup Rasmussen II (1994-1996), soutien à Nyrup Rasmussen III (1996-1998) |
| 1998  | 7,6  | 13 / 179 | 4e   | Soutien à Nyrup Rasmussen IV                                                        |
| 2001  | 6,4  | 12 / 179 | 5e   | Opposition                                                                          |
| 2005  | 6,0  | 11 / 179 | 6e   | Opposition                                                                          |
| 2007  | 13,0 | 23 / 179 | 4e   | Opposition                                                                          |
| 2011  | 9,2  | 16 / 179 | 5e   | Thorning-Schmidt I (2011-2014), soutien à Thorning-Schmidt II (2014-2015)           |
| 2015  | 4,2  | 7 / 179  | 8e   | Opposition                                                                          |
| 2019  | 7,7  | 14 / 179 | 5e   | Soutien à Frederiksen I                                                             |
| 2022  | 8,3  | 15 / 179 | 4e   | Opposition                                                                          |

### Élections européennes
| Année | %     | Mandats | Tête de liste           | Rang | Groupe    |
| ----- | ----- | ------- | ----------------------- | ---- | --------- |
| 1979  | 4,7   | 1 / 15  | Bodil Boserup           | 7e   | COM       |
| 1984  | 9,2   | 1 / 15  | Bodil Boserup           | 5e   | COM       |
| 1989  | 9,1   | 1 / 16  | John Iversen            | 5e   | GUE       |
| 1994  | 7,1   | 1 / 16  | Lilli Gyldenkilde       | 6e   | Verts     |
| 1999  | 7,1   | 1 / 16  | Pernille Frahm          | 7e   | GUE/NGL   |
| 2004  | 8,0   | 1 / 14  | Margrete Auken          | 5e   | Verts/ALE |
| 2009  | 15,9  | 2 / 13  | Margrete Auken          | 3e   | Verts/ALE |
| 2014  | 10,9  | 1 / 13  | Margrete Auken          | 4e   | Verts/ALE |
| 2019  | 13,23 | 2 / 14  | Margrete Auken          | 3e   | Verts/ALE |
| 2024  | 17,42 | 3 / 15  | Kira Marie Peter-Hansen | 1er  | Verts/ALE |